# Josyf Slipyj
 (novembre 2020).
Si vous disposez d'ouvrages ou d'articles de référence ou si vous connaissez des sites web de qualité traitant du thème abordé ici, merci de compléter l'article en donnant les références utiles à sa vérifiabilité et en les liant à la section « Notes et références ».
Josyf Slipyj est un archevêque de l'Église gréco-catholique ukrainienne, né sous le règne de l'empereur François-Joseph Ier à Zazdrist (de), en Galicie autrichienne, le 12 février 1892 et décédé le 7 septembre 1984. Il fut primat de l'Église grecque-catholique ukrainienne de 1944 à 1984.

## Biographie

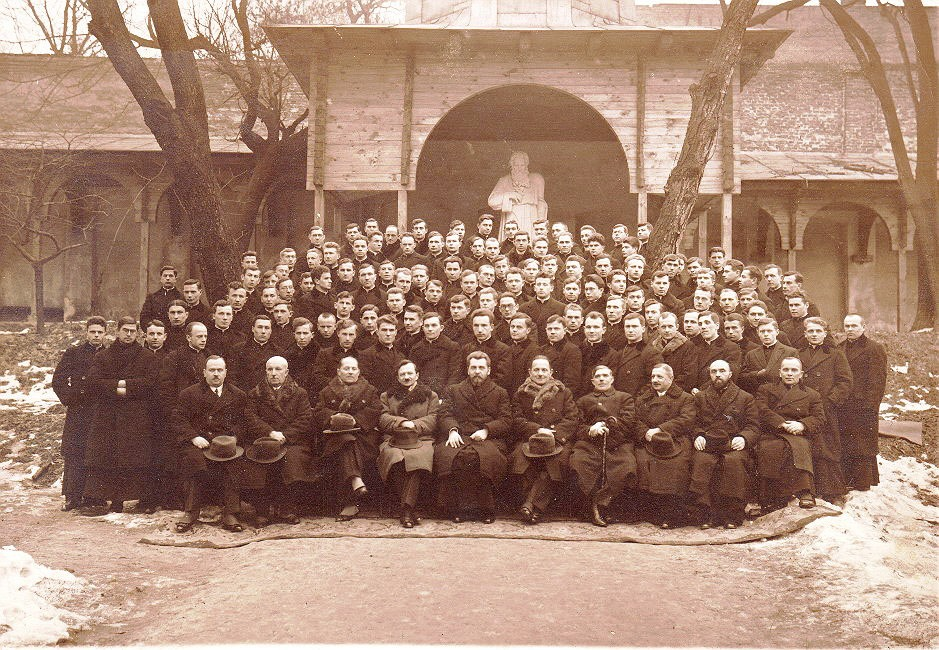
Recteur de l'Académie théologique de Lviv, Josyf Slipyj en compagnie des professeurs et des étudiants de cette Académie. En 1936.

Il étudie à Lemberg (Lviv) et Innsbruck. Il est ordonné prêtre le 30 juin 1917. De 1920 à 1922, il étudie à l'Institut pontifical oriental et à l'université pontificale grégorienne à Rome. Il retourne ensuite dans sa ville désormais intégrée à la république de Pologne et désignée sous son nom polonais de Lwów. Il y est nommé enseignant puis recteur du séminaire.
Le 22 décembre 1939, Josyf Slipyj est nommé archevêque par le pape Pie XII et consacré secrètement par le métropolite André Sheptytsky en raison de l'occupation de l'Ukraine polonaise par les troupes soviétiques. 
En 1941, après l'opération Barbarossa, Lwów (Lvov en russe, Lviv en ukrainien) passe sous la domination de l'Allemagne nazie. C'est à cette période que Josyf Slipyj est nommé métropolite le 1er novembre 1944 alors que la Galicie est occupée par les troupes soviétiques. 
L'Ukraine polonaise est annexée par l'URSS à la fin de la Seconde Guerre mondiale, le prélat est arrêté par le NKVD dès 1945, faussement accusé de collaboration avec la nazisme et condamné à 8 ans de goulag. 
Le 9 mars 1946, l'autorité soviétique dirigée par Joseph Staline mettait en place le "synode de Lvov"[Quoi ?] où 216 prêtres dénoncent l'union avec l'Église catholique et demandent l'intégration de l'Église gréco-catholique ukrainienne au patriarcat orthodoxe de Moscou. 

En 1949, le pape Pie XII nomme le métropolite incarcéré cardinal in pectore et en 1957 lui fait parvenir une lettre le félicitant pour ses 40 années de sacerdoce. Le courrier ayant été intercepté, le métropolite est condamné à 7 années de goulag supplémentaires. Il n'est libéré qu'en 1963 sur les instances du pape Jean XXIII et du président américain John F. Kennedy en raison de la politique de détente inaugurée par Nikita Khrouchtchev. Le métropolite est expulsé d'URSS et se rend à Rome pour participer au Concile Vatican II où son élévation au cardinalat fut révélée publiquement. 

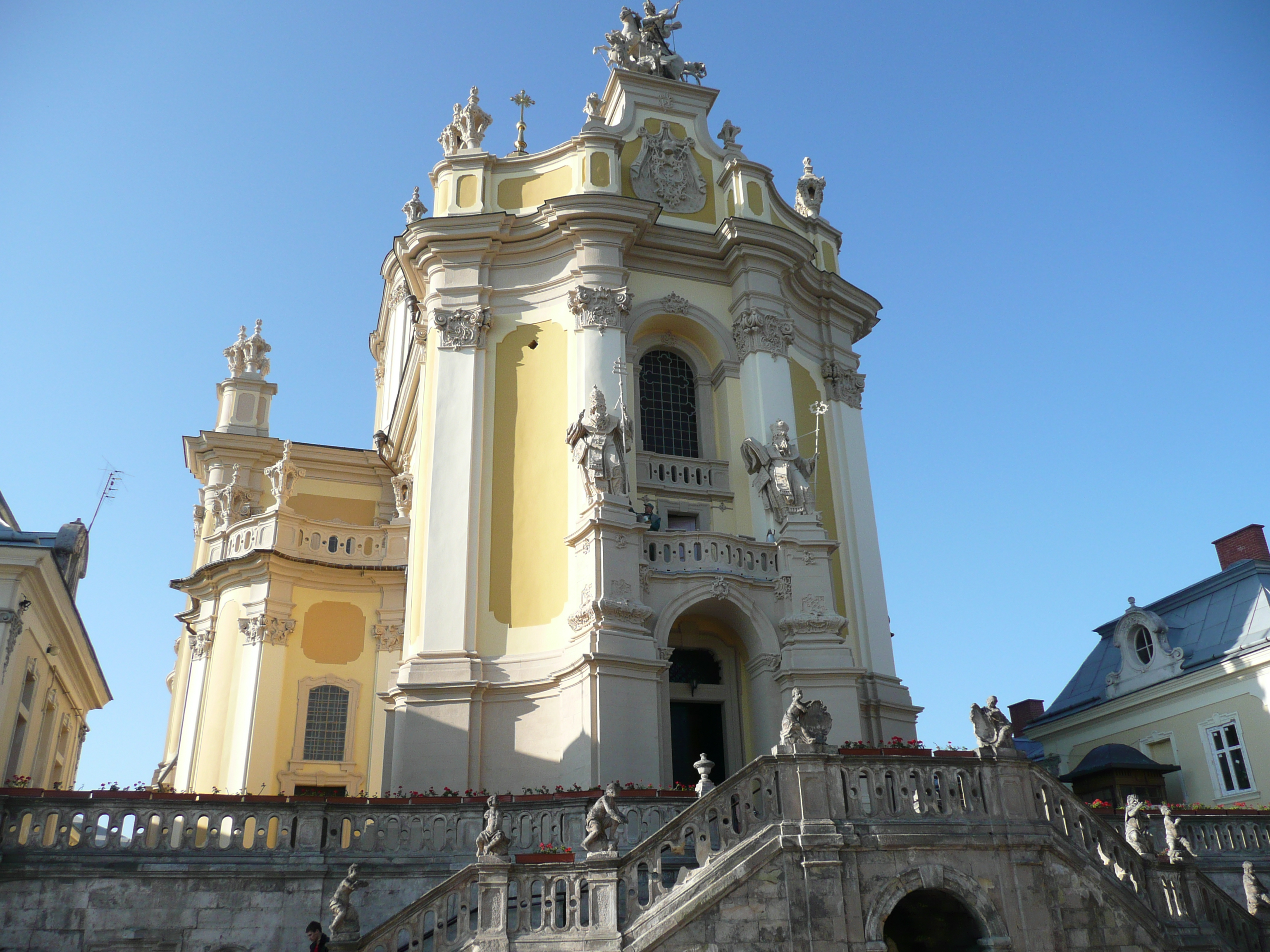
Cathédrale Saint-Georges où repose le corps de Josyf Slipyj

Des voix s'élèvent alors au sein de l'Église grecque-catholique ukrainienne pour demander au pape Paul VI l'élévation de Lviv en patriarcat, affichant ainsi la réalité spirituelle et nationale de l'Ukraine face à l'Union soviétique. Le Souverain Pontife, ne désirant pas mécontenter Léonid Brejnev[réf. nécessaire], refuse mais crée le titre de "Métropolite majeur" qu'il confère immédiatement à Josyf Slipyj.
En 1977, se conformant au canon uniate à défaut du canon romain, Josyf Slipyj consacre plusieurs évêques grec-ukrainiens sans l'autorisation du pape. Lubomyr Husar, futur primat de l’Église gréco-catholique ukrainienne, compte au nombre de ceux-ci. 

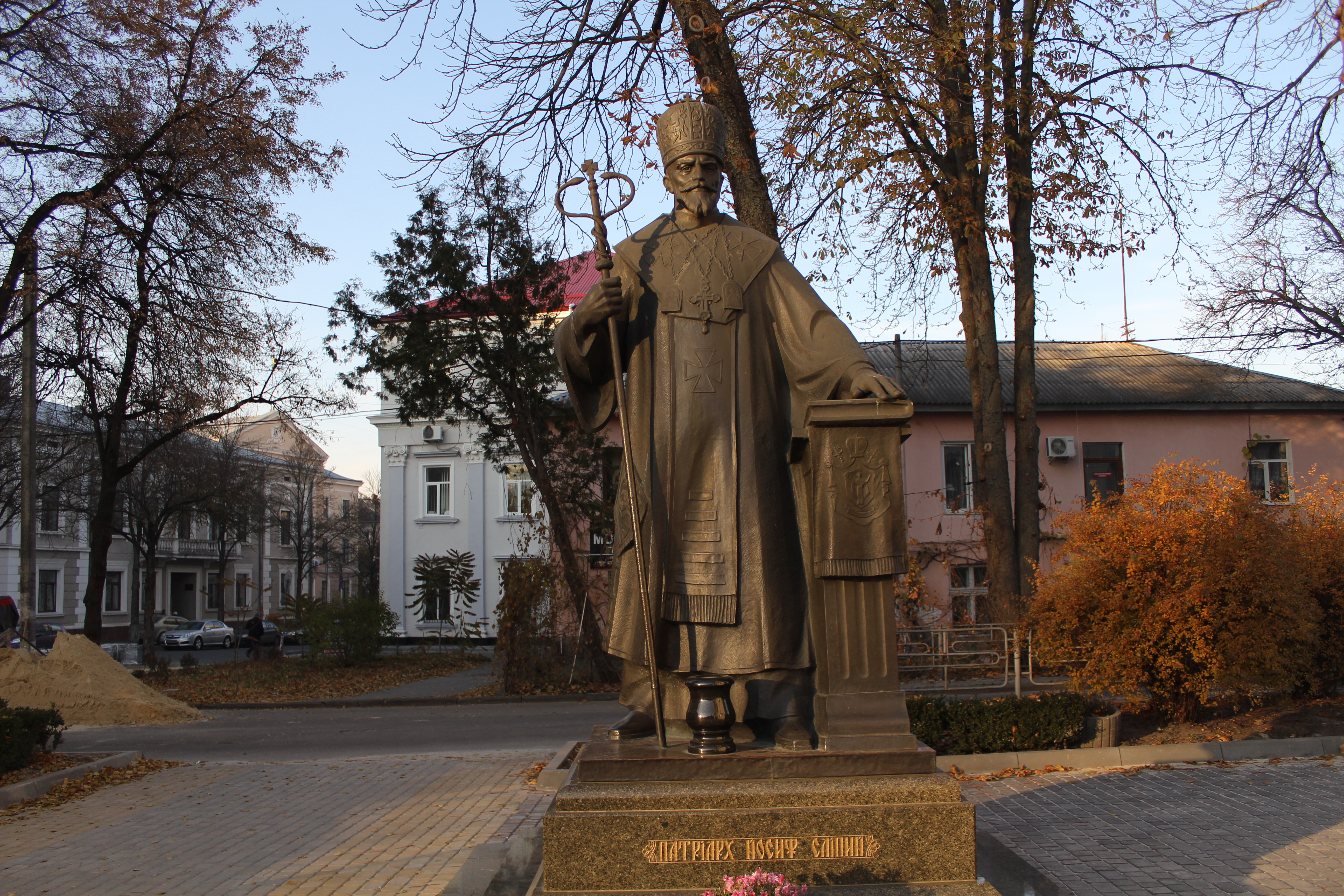
Sa statue devant la cathédrale de l'Immaculée-Conception de Ternopil.

Les histoires de Josyf Slipyj et de Hryhoriy Lakota ont inspiré le roman The Shoes of the Fisherman, de l'écrivain australien Morris West, qui est porté à l'écran en 1968.
Josyf Slipyj meurt en 1984 à l'âge de 92 ans mais sa dépouille n'est inhumée dans la cathédrale Saint-Georges de Lviv qu'en 1992, après la chute de l'URSS. Le procès en vue de sa canonisation est en cours[Quand ?].